# Japonicrambus
Japonicrambus is een geslacht van vlinders van de familie grasmotten (Crambidae).

## Soorten
- J. bilineatus Okano, 1958
- J. ishizukai Okano, 1962